# Диктовка на Америките
„Диктовка на Америките“ (на френски: Dictée des Amériques), познато също и като „Американска диктовка“, е състезание по френски правопис. Често тази диктовка е наричана Франкофонски олимпийски игри.
Провеждано е ежегодно през април или март от 1994 до 2009 година в провинция Квебек, Канада. Участниците са разделени на ученици (до 19 години), студенти (от 19 години) и професионалисти.
От 2005 година България изпраща свой финалист (до 18 години), след обявен и проведен конкурс в страната, който се състезава в категория „Младежи Б“ до 18 години (категория „Б“ е за финалисти от държави, в които френският език не е официален).
Първият български състезател е Слав Петков. Той успява да стане шампион за Източна Европа и САЩ на 9 април 2005 г.